# Vestalis anne
Vestalis anne – gatunek ważki z rodziny świteziankowatych (Calopterygidae).